# Municipio de Center-Distrito 1
El municipio de Center-Distrito 1 (en inglés: Center-District 1 Township) es un municipio ubicado en el condado de Norton en el estado estadounidense de Kansas. En el año 2010 tenía una población de 1393 habitantes y una densidad poblacional de 2,13 personas por km².

## Geografía
El municipio de Center-District 1 se encuentra ubicado en las coordenadas 39°54′52″N 99°58′23″O / 39.91444, -99.97306. Según la Oficina del Censo de los Estados Unidos, el municipio tiene una superficie total de 655.08 km², de la cual 654,59 km² corresponden a tierra firme y (0,08 %) 0,49 km² es agua.

## Demografía
Según el censo de 2010, había 1393 personas residiendo en el municipio de Center-District 1. La densidad de población era de 2,13 hab./km². De los 1393 habitantes, el municipio de Center-District 1 estaba compuesto por el 86,79 % blancos, el 10,84 % eran afroamericanos, el 0,22 % eran amerindios, el 1,29 % eran asiáticos, el 0,65 % eran de otras razas y el 0,22 % eran de una mezcla de razas. Del total de la población el 8,33 % eran hispanos o latinos de cualquier raza.